# Riemannsche Xi-Funktion

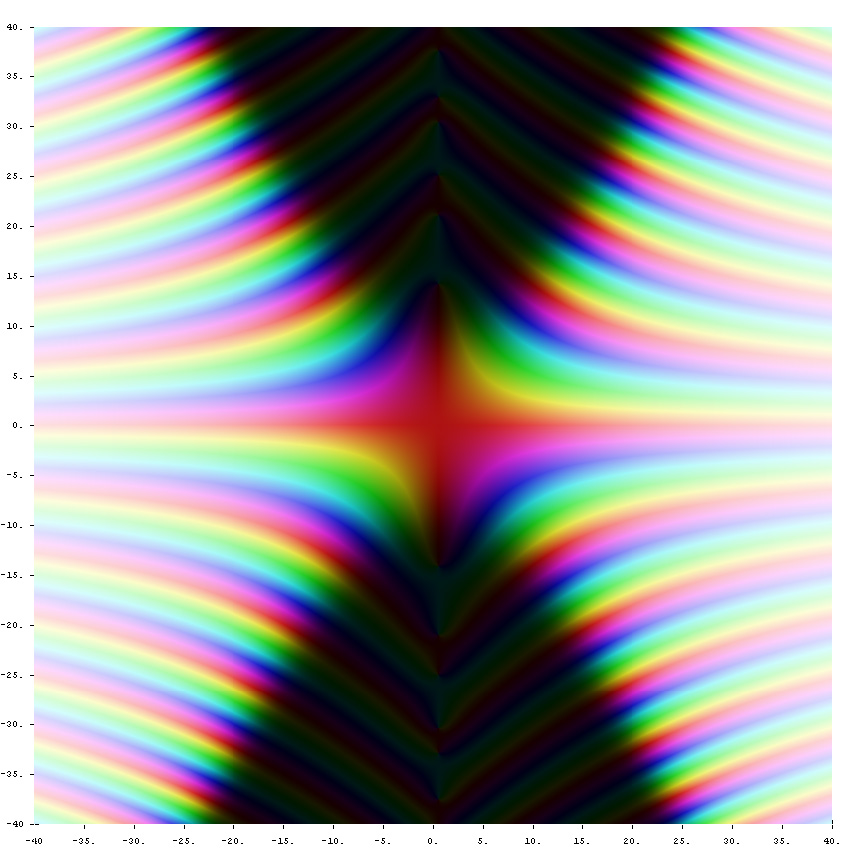
Die Riemannsche -Funktion in der komplexen Zahlenebene

In der Mathematik ist die Riemannsche Xi-Funktion eine Transformierte der Riemannschen Zeta-Funktion. Ihre Nullstellen entsprechen dabei ausschließlich den nichttrivialen Nullstellen der Zeta-Funktion, und im Gegensatz zu dieser ist die Xi-Funktion holomorph auf der ganzen komplexen Ebene. Zudem genügt sie einer besonders einfachen Funktionalgleichung. Bernhard Riemann führte sie 1859 in derselben Arbeit über die Primzahlverteilung ein, in der er auch die später nach ihm benannte Riemannsche Vermutung formulierte.

## Definition
Die Riemannsche Xi-Funktion {\displaystyle \xi } („klein xi“) ist definiert als
{\displaystyle \xi (s)={\frac {1}{2}}s(s-1)\pi ^{-s/2}\ \Gamma \left({\frac {s}{2}}\right)\zeta (s),}
wo {\displaystyle \zeta } die Riemannsche Zeta-Funktion und {\displaystyle \Gamma } die Gamma-Funktion bezeichnet. Der Produktterm auf der rechten Seite vor der Riemannschen {\displaystyle \zeta }-Funktion eliminiert genau alle negativen Nullstellen und die Singularität der Zeta-Funktion an der Stelle {\displaystyle s=1}. Die einzigen Nullstellen von {\displaystyle \xi } sind daher genau die nichttrivialen Nullstellen der {\displaystyle \zeta }-Funktion.
Eine Variante der Xi-Funktion wird üblicherweise mit {\displaystyle \Xi } („groß Xi“) bezeichnet und geht aus {\displaystyle \xi } durch die Variablentransformation {\displaystyle \textstyle s\mapsto t={\frac {i}{2}}-is} (also {\displaystyle s={\textstyle {\frac {1}{2}}+it}}) hervor:
{\displaystyle \Xi (t)=\xi ({\textstyle {\frac {1}{2}}+it})=-{\frac {t^{2}+{\frac {1}{4}}}{2{\sqrt {\pi }}^{1/2+it}}}\ \Gamma \left({\textstyle {\frac {1}{4}}+{\frac {it}{2}}}\right)\zeta \left({\textstyle {\frac {1}{2}}+it}\right)}
Die Riemannsche Vermutung ist äquivalent zu der Aussage, dass alle Nullstellen von {\displaystyle \Xi } reell sind.
Bemerkenswerterweise verwendete Riemann selber den Buchstaben {\displaystyle \xi } zur Bezeichnung derjenigen Funktion, die man heute (nach Landau) mit {\displaystyle \Xi } bezeichnet; die Ursache für diese zunächst verwirrende Symbolik liegt offenbar in einem Fehler Riemanns, der aber keinerlei Auswirkungen auf die Aussagen seines Artikels hat.

## Analytische Fortsetzung
Für die modifizierte Funktion {\displaystyle \xi _{*}(s):=\pi ^{-s/2}\ \Gamma \left({\tfrac {s}{2}}\right)\zeta (s)} leitet man zunächst für {\displaystyle 1>\operatorname {Re} (s)>0} die folgende Integraldarstellung her:
{\displaystyle \xi _{*}(s)=\int \limits _{0}^{\infty }\left(e^{su}+e^{(1-s)u}\right)\cdot \left(\vartheta (e^{2u})-1\right)\cdot \mathrm {d} u+{\frac {1}{(s-1)}}-{\frac {1}{s}}}
Hierbei ist {\displaystyle \vartheta (y):=\sum _{n=-\infty }^{\infty }e^{-\pi n^{2}y}} der Thetanullwert der Thetafunktion.
Dies liefert die meromorphe Fortsetzung auf die komplexe Ebene mit einfachen Polen in 1 und 0.
Multiplikation mit dem Faktor {\displaystyle s(s-1)} ergibt die gewünschte analytische Fortsetzung auf ganz {\displaystyle \mathbb {C} }.

## Eigenschaften

### Spezielle Werte
Es gilt:
{\displaystyle \xi (0)=\xi (1)=-\zeta (0)={\frac {1}{2}}}
{\displaystyle \xi (1/2)=-\zeta (1/2)\cdot {\frac {\Gamma (1/4)}{8\pi ^{\frac {1}{4}}}}=0{,}4971207781\dots } (Minimum im reellwertigen Definitionsbereich, Folge A114720 in OEIS)
{\displaystyle \xi (3)={\frac {3}{2\pi }}\,\zeta (3)}
{\displaystyle \xi (5)={\frac {15}{2\pi ^{2}}}\,\zeta (5)}
Für gerade natürliche Zahlen gilt
{\displaystyle \xi (2n)=(-1)^{n+1}{{B_{2n}2^{2n-1}\pi ^{n}(2n^{2}-n)(n-1)!} \over {(2n)!}}\qquad (n=1,2,3,4,\dots ),}
wobei {\displaystyle B_{2n}} die {\displaystyle 2n}-te Bernoulli-Zahl bezeichnet. Aus dieser Darstellung ergeben sich unter anderem die Werte:
{\displaystyle \xi (2)={\frac {\zeta (2)}{\pi }}={\frac {\pi }{6}}}
{\displaystyle \xi (4)={\frac {6}{\pi ^{2}}}\,\zeta (4)={\frac {\pi ^{2}}{15}}}

### Funktionalgleichung
Die Xi-Funktion genügt der Funktionalgleichung („Reflexionsformel“)
{\displaystyle \xi (1-s)=\xi (s)}
oder äquivalent dazu für die {\displaystyle \Xi }-Funktion:
{\displaystyle \Xi (-t)=\Xi (t)}
{\displaystyle \Xi } ist damit eine gerade Funktion.

### Produktdarstellung
{\displaystyle \xi (s)={\frac {1}{2}}\prod _{\rho }\left(1-{\frac {s}{\rho }}\right)}
wobei {\displaystyle \rho } in der Produktformel über alle Nullstellen von {\displaystyle \xi } läuft.

### Summendarstellung
Aus der meromorphen Fortsetzung der modifizierten Funktion {\displaystyle \xi _{*}(s)} folgt auch für alle {\displaystyle t} aus {\displaystyle \mathbb {C} \setminus \left\{-{\tfrac {i}{2}},{\tfrac {i}{2}}\right\}} die Summendarstellung
{\displaystyle \xi _{*}\left({\frac {1}{2}}+it\right)=\sum _{n=1}^{\infty }\left(E_{{\frac {3}{4}}+{\frac {ti}{2}}}(\pi n^{2})+E_{{\frac {3}{4}}-{\frac {ti}{2}}}(\pi n^{2})\right)-{\frac {4}{(4t^{2}+1)}}}
mit der verallgemeinerten Integralexponentialfunktion {\displaystyle E_{s}(x):=\int \limits _{1}^{\infty }{\frac {e^{-xt}}{t^{s}}}\ \mathrm {d} t}.

### Beziehung zur Riemann-Siegelschen Z-Funktion
Es gilt
{\displaystyle Z(t)=-{\frac {2\pi ^{1/4}}{\left(t^{2}+{\frac {1}{4}}\right)\,\left|\Gamma ({\frac {1}{4}}+{\frac {1}{2}}it)\right|}}\ \Xi (t).}

### Asymptotisches Verhalten
Für reelle Werte von {\displaystyle s} gilt
{\displaystyle \ln \xi (s)=\Theta \left({\frac {1}{2}}s\ln s\right)} für {\displaystyle s\in \mathbb {R} ,s\to \infty ,}
also
{\displaystyle \xi (s)=\Theta \left({\sqrt {s}}^{\,s}\right)}
(wobei {\displaystyle \Theta } und anschließend auch {\displaystyle {\mathcal {O}}} Landau-Symbole bezeichnen). Entsprechend gilt für reelle Werte von {\displaystyle t\colon }
{\displaystyle \Xi (t)=\xi \left({\frac {1}{2}}+it\right)={\mathcal {O}}\left(t^{1/4}e^{-\pi t/4}\right)} für {\displaystyle t\in \mathbb {R} ,t\to \infty }

### Li-Koeffizienten
Die Xi-Funktion {\displaystyle \xi } hat eine enge Beziehung zu den sogenannten Li-Koeffizienten
{\displaystyle \lambda _{n}=\sum _{\rho }\left[1-\left(1-{\frac {1}{\rho }}\right)^{n}\right],}
wobei sich die Summe über die Nullstellen {\displaystyle \rho } von {\displaystyle \xi } erstreckt; denn es gelten die Beziehungen
{\displaystyle \lambda _{n}={\frac {1}{(n-1)!}}\ \left.{\frac {\mathrm {d} ^{n}}{\mathrm {d} s^{n}}}\ \left[s^{n-1}\ln \xi (s)\right]\right|_{s=1}\qquad (n\geqq 1)}
und
{\displaystyle {\frac {\mathrm {d} }{\mathrm {d} z}}\ln \xi \left({\frac {z}{z-1}}\right)=\sum _{n=0}^{\infty }\lambda _{n+1}z^{n}.}
Das lische Kriterium ist die Eigenschaft {\displaystyle \lambda _{n}>0} für alle positiven {\displaystyle n}. Es ist äquivalent zur Riemannschen Vermutung.